# 桑坦德競賽
皇家桑坦德競賽俱樂部（西班牙語：Real Racing Club de Santander），通稱桑坦德，是一家位於西班牙坎塔布里亞自治區桑坦德市的足球俱乐部，曾為西班牙足球甲级联赛的球隊之一，成立於1913年6月14日，1914年它获得了（即「皇家」）的前缀。
在1928–29年的赛季中桑坦德競賽是西班牙足球甲级联赛的成立成员之一，并在该赛季中占末名，不过它当时没有降级。1931年它在毕尔巴鄂之后获得第二名，这是该球队至今为止最大的成就。
从1938年到1973年由于一个佛朗哥时代的法律禁止使用非西班牙语的名称，该球队曾使用为名。
2007–08年的赛季是桑坦德競賽在西甲中的第40个赛季。
2011–12年球季桑坦德競賽排名20，降級至西乙作賽。

## 球队主场
球隊主場是沙丁鱼人球场（Campos de Sport del Sardinero），位于可容納桑坦德的萨尔迪内罗区，该区还以其沙滩著称。今天的体育场是在老体育场边上于1988年8月20日新造的，只有座席，可容纳22,251人。体育场内还有该足球队的管理机构。

## 球會榮譽
- 西班牙足球甲级联赛：37 次參賽

## 外部連結
- 桑坦德競賽官方網站 （页面存档备份，存于）